# جلینا (ایلینوی)
جلینا، ایلینوی (به انگلیسی: Galena, Illinois) یک شهر در ایالات متحده آمریکا با جمعیت ۳٬۴۲۹ نفر است که در ایلی‌نوی واقع شده‌است.

## موقعیت جغرافیایی
موقعیت جغرافیایی شهرها و مناطق اطراف به شرح زیر است: